# Vedeseta
Vedeseta ist eine Gemeinde (comune) in der norditalienischen Provinz Bergamo in der Lombardei. Vedeseta liegt etwa 50 Kilometer nordöstlich von Mailand und 25 Kilometer nordwestlich von Bergamo. 
Die Gemeinde grenzt an die Provinz Lecco. 
Die Gemeinde liegt im Val Taleggio. Ihr Ortsteil Roncalli ist mittlerweile aufgegeben und zu einem Geisterdorf geworden.